# Poznachowice Dolne
Poznachowice Dolne est une localité polonaise de la gmina de Wiśniowa, située dans le powiat de Myślenice en voïvodie de Petite-Pologne.